# Şamaxı (stad)
Şamaxı (ook wel gespeld als Shamakhi, Shamakhy, Sjemacha of Shamakhy) is een stad in Azerbeidzjan en is de hoofdstad van het gelijknamige district Şamaxı.
De stad telt 36.800 inwoners (01-01-2012).

## Geschiedenis
Şamaxı heeft een rijke geschiedenis; de stad heeft een grote invloed gehad op grote politieke gebeurtenissen gedurende twee millennia van haar bestaan. Şamaxı werd voor het eerst vermeld in de 1e eeuw als Kamachia door de Griekse geograaf Claudius Ptolemaeus.
In de middeleeuwen was Şamaxı een belangrijke stad. Van de 8e tot aan de 15e eeuw diende Şamaxı als de hoofdstad van de dynastie Shirvanshah van het onafhankelijke kanaat Shirvan. Dit kanaat werd ook wel het Kanaat van Shemakha genoemd. De Vlaamse franciscaan en ontdekkingsreiziger Willem van Rubroeck passeerde Şamaxı op zijn terugreis. In 1720 groeide de bevolking van de stad tot ongeveer 60.000. Enkele jaren later, in 1742, werd Şamaxı veroverd en verwoest door Nadir Sjah Afshar van Iran.

## Aardbevingen
- De aardbeving van 1191 was zo krachtig en vernietigend dat de hoofdstad van Shirvan werd overgebracht naar Bakoe.
- De aardbeving van 1667 wordt geacht het ergste te zijn dat ooit met de stad is gebeurd. Meer dan 80.000 mensen kwamen om het leven.[2]
- De aardbeving van 2 december 1859 had als gevolg de verplaatsing van het regeringscentrum naar Bakoe.
- De aardbeving van 1902 vernietigde de 10e-eeuwse Juma-moskee in Şamaxı.